# Досифей II (патріарх Єрусалимський)
Патріарх Досифей II нотаря (грец. Πατριάρχης Δοσίθεος Β΄ Νοταράς 31 травня 1641 , Арахового (суч. Ексохи Греція) — 7 лютого 1707 , Константинополь) — єпископ Єрусалимської православної церкви, патріарх Святого Града Єрусалима і всієї Палестини (1669—1707).

## Біографія
Народився 31 травня 1641 року в селі Арахова (нині — Ексохи) В Ахеї в сім'ї торговця Миколи Скарпета, який зводив свій родовід до Константинопольського нотаря . Патріарх Єрусалимський Паїсій, також уродженець Пелопоннесу, був другом батьків Досифея і запропонував влаштувати йому освіту в Константинополі.
Учителем його став філософ Іоанн Каріофіл, який, утворив чимало провідних грецьких богословів свого часу. В Константинополі Досифей освоїв латину, італійську, турецьку і арабську мови.
Патріарх Паїсій взяв його до себе на службу і молодий Досифей супроводжував патріарха, як секретар, під час поїздки на Кавказ, був присутній при смерті патріарха на острові Кастелорізо в 1660 році.
Спадкоємець Паїсія на патріаршому престолі, Нектарій, незабаром призначив Досифея своїм представником в Молдавії, що було відповідальною посадою, бо Патріархат володів там великими маєтками, які приносили Єрусалимської Церкви чи не більшу частину доходів.
У 1668 році був возведений у сан митрополита Кесарії Палестинської.
У 1669 році, коли патріарх Нектарій відрікся від престолу і пішов на спочинок, на його місце був обраний Досифей: 23 січня 1669 року 27-річний Досифей зійшов на престол Святоградской Церкви.
Будучи Єрусалимським Патріархом, проживав значну частину часу в Константинополі. У 1676 році висвятив у князі України гетьмана Юрія Хмельницького. 
Протягом свого предстоятельства Досифей докладав зусиль для поширення православної освіти, засновуючи і підтримуючи школи і друкарні: в 1680 році він на кошти Патріархату заснував друкарню в Яссах в Молдавії яка стала провідним центром друкарства в православному світі.
На прохання патріарха Московського Іоакима відправив у Москву вчених братів Лихудів, зусиллями яких в 1685 році була створена Слов'яно-греко-латинська академія — перший російський вищий навчальний заклад.
Завдяки патріарху Досифею було видано величезну кількість святоотецьких писань і робіт пізніших богословів, таких як його попередник Нектарій. Завдяки своєчасному опублікуванню, багато чого вдалося врятувати від втрати. Вів переписку з гетьманом України Іваном Мазепою.
Після 39-річного терміну предстоятельства в Єрусалимській Церкві, патріарх Досифей II помер 7 лютого 1707 року в своєму обійсті в Константинополі і був похований в монастирі св. Параскеви (нині храм румуномовної громади Стамбула). У 1715 році його останки були перенесені в Палестину, в монастир св. Сорока мучеників Севастійських .

## Богословська творчість і твори
Зі своїх власних робіт три трактату зі спростуваннями латинства — Томос Каталлагіс, Томос Агапіс і Томос Харас — були опубліковані прижиттєво.
Його головний твір — Історія єрусалимських патріархів — вийшов в 1715 році в Бухаресті, під редакцією його племінника і спадкоємця Хрисанфа. Твір — дослідження всього історичного шляху Православної Церкви і ставить патріарха Досифея в ряд найвизначніших церковних істориків.
Відчуваючи необхідність точного викладу віри і не задовольнившись Православне сповідання Петра Могили, до видання якого в 1699 році він написав розлогу передмову, в ході Єрусалимського собору в 1672 році звернувся до Патріарха Константинопольського Діонісія IV за окружним посланням яке могло б служити точним викладом віри. Патріарх Діонісій склав послання, яке було зачитано і прийнято на помісному Єрусалимському (Віфлеємському) Соборі 1672 року; пізніше було видано в Яссах. Текст послання, відомий як Сповідування Досифея (повне грецька назва: грец. Τὰ Δογματικὰ καὶ Συμβολικὰ Μνημεῖα τῆς Ὀρθοδόξου Καθολικῆς Ἐκκλησίας) або, в сукупності з іншими документами, Послання патріархів східно-кафоличної Церкви про православну віру, який набув велике значення в православному світі і до сих пір вважається одним з символічних текстів Православної Церкви. Сповідування Досифея пункт за пунктом спростовує сповідання Патріарха Кирила Лукаріса, видане в Женеві в 1629 році.
Під час патріаршества Досифея боротьба з латинянами за контроль над Єрусалимськими святинями розгорілася з новою силою. Патріарху шляхом створення нового органу управління справами Патріархату — «Ради Старійшин» — вдалося поправити фінансове становище і оплатити борги, почати відновлення Вифлеємського храму, але конфліктного питання про Святій землі не судилося вщухнути.
У липні 1669 року дала свою згоду на повторний шлюб царя Олексія Михайловича з Наталею Наришкіної . Виступав послідовним прихильником примирення царя з опальним патріархом Никоном, а пізніше за його дозвіл — всупереч волі Патріарха Іоакима.
Був радником посланника в Константинополі П. А. Толстого з усіх питань дипломатичних зносин з Портою ; керував мережею джерел інформації Московського уряду в різних місцях Оттоманської імперії . Проте, ніколи не відвідував Москву особисто.
До самого кінця, всупереч домовленостям і обіцянкам мзди з боку Московського уряду, був противником перепідпорядкування Київської митрополії Московському Патріахату, що Москва намагалась зробити після акту 1686 року, вважаючи таке перепідпорядкування противним канонам і вбачаючи в такому прагненні Московського уряду і патріарха «самолюбство церковників», тобто патріарха Іоакима, відносини з яким після 1686 року в нього остаточно зіпсувалися.
Був захисником православ'я від інославних і іновірних нападок і впливів, боровся з унією в Трансільванії і дбав про відновлення церков в Грузії .